# Rappin
Rappin település Németországban, Mecklenburg-Elő-Pomeránia tartományban. Lakosainak száma 303 fő (2023. december 31.). Rappin Ralswiek és Patzig községekkel határos.

## Népesség
A település népességének változása:
| Lakosok száma | 303  | 301  | 301  | 311  | 303  |
|               | 2017 | 2019 | 2021 | 2022 | 2023 |